# Pseudocercosporella scirpi
Pseudocercosporella scirpi är en svampart som först beskrevs av Moesz, och fick sitt nu gällande namn av Deighton 1973. Pseudocercosporella scirpi ingår i släktet Pseudocercosporella och familjen Mycosphaerellaceae.   Inga underarter finns listade i Catalogue of Life.